# 아론 라우스
아론 루즈벨트 라우스(Aaron Roosevelt Rouse, 1984년 1월 8일 ~ )는 미국의 정치인이다.

## 학력
- 퍼스트 콜로니얼 고등학교
- 버지니아 공과대학교 이학사

## 경력
- 내셔널 풋볼 리그
- 유나이티드 풋볼 리그
- 2019.01 ~ 2022.12 버지니아비치 시의회 광역선거구 의원
- 2023.01 ~ 2024.01 제162대 버지니아주 제7선거구 상원의원
- 2024.01 ~ 제163대 버지니아주 제22선거구 상원의원
- 2025 버지니아 부지사 민주당 경선 후보

## 역대 선거 결과
| 선거명        | 직책명                           | 대수  | 정당   | 득표율 | 득표수   | 결과 | 당락                     |
| ------------- | -------------------------------- | ----- | ------ | ------ | -------- | ---- | ------------------------ |
| 2018년 선거   | 시의원 (버지니아비치 광역선거구) | -대   | 무소속 | 26.70% | 67,089표 | 1위  | 버지니아비치 시의원 당선 |
| 2023년 재선거 | 상원의원 (버지니아 제7부)        | 162대 | 민주당 | 50.85% | 19,923표 | 1위  | 버지니아 주의원 당선     |
| 2023년 선거   | 상원의원 (버지니아 제22부)       | 163대 | 민주당 | 55.10% | 29,999표 | 1위  | 버지니아 주의원 당선     |

## 참고 자료
- 위키미디어 공용에 아론 라우스 관련 미디어 분류가 있습니다.